# 1200
Il 1200 (MCC in numeri romani) è un anno bisestile del XII secolo.

## Eventi
- 25 agosto - dopo aver guidato il suo esercito in Aquitania per asserirvi la propria autorità,[1] il re Giovanni d'Inghilterra sposa Isabella d'Angoulême a Bordeaux.
- 7 dicembre - Per punire il re di Francia Filippo II Augusto, accusato di concubinaggio, papa Innocenzo III lancia l'interdetto contro la Francia.
- Gli Irochesi invadono l'odierna Ohio da nord.
- Filippo II, re di Francia, dona la sua concessione all'Università di Parigi.
- Il generale ribelle Ivanko viene catturato e giustiziato dal generale bizantino Alessio Paleologo.
- Grande battaglia delle Montagne Brune nell'odierna Carolina del Nord tra i Cherokee e i Catawba.

## Nati
- 19 gennaio - Eihei Dōgen, monaco buddhista giapponese († 1253)
- 9 ottobre - Isabella di Pembroke, nobile britannica († 1240)
- 20 ottobre - Principe Masanari, poeta giapponese († 1255)
- 28 ottobre - Ludovico IV di Turingia, nobile tedesco († 1227)
- Alice di Thouars, nobile († 1221)
- Beatrice di Nazareth, monaca cristiana e scrittrice fiamminga († 1268)
- Luca Belludi, religioso e beato italiano († 1286)
- Pinamonte da Brembate, religioso italiano († 1266)
- Odofredo Denari, giurista italiano († 1265)
- Gerbert de Montreuil, scrittore francese († 1250)
- Grazia d'Arzago, religiosa italiano († 1275)
- Wincenty z Kielczy, compositore e poeta polacco
- Matteo Paris, inglese († 1259)
- Rolandino da Padova, giurista italiano († 1276)
- Gil Sanchez, trovatore portoghese († 1236)
- Giovanni de La Rochelle, filosofo francese († 1245)
- Kirakos di Gandzak, storico armeno († 1271)
- Cunegonda di Svevia, principessa tedesca († 1248)
- John Fitzalan, signore di Oswestry, nobile inglese († 1240)
- Ulrich von Liechtenstein, poeta tedesco († 1275)

## Morti
- 13 gennaio - Ottone I di Borgogna, conte (n. 1170)
- 6 febbraio - Kajiwara Kagetoki, samurai giapponese
- 8 aprile - Adalberto III di Boemia, arcivescovo cattolico boemo (n. 1145)
- 10 aprile - Mercadier, mercenario francese
- 23 aprile - Zhu Xi, filosofo cinese (n. 1130)
- 25 maggio - Nicola I di Meclemburgo, sovrano obodrita
- 10 luglio - Pistore, vescovo cattolico italiano
- 31 luglio - Giovanni Axuch Comneno, nobile bizantino
- 20 settembre - Alberico II di Dammartin, conte
- 25 ottobre - Corrado di Wittelsbach, cardinale e arcivescovo cattolico tedesco (n. 1125)
- 17 novembre - Ugo di Lincoln, vescovo cattolico e santo inglese
- 21 dicembre - Gilbert Hérail, cavaliere medievale spagnolo (n. 1152)
- Anna di Serbia, regina serba
- Radulfus Ardens, teologo francese (n. 1140)
- Heinrich Walpot von Bassenheim, cavaliere medievale tedesco
- Nicolò Bobone, cardinale italiano
- Giovanni Ducas, generale bizantino (n. 1126)
- Simon fitz Alan, nobile inglese
- Osberno di Gloucester, monaco cristiano e lessicografo inglese (n. 1123)
- Bartolomeo de Luci, nobile normanno
- Cynddelw Brydydd Mawr, poeta gallese
- Ala al-Din Tekish
- Raimondo Zanfogni, artigiano e santo italiano
- Drudo da Camino, vescovo cattolico italiano
- Roland di Galloway, nobile scozzese
- Inpumon'in no Tayū, poeta giapponese (n. 1130)

## Calendario
| Calendario 1200 | Calendario 1200 | Calendario 1200 | Calendario 1200 | Calendario 1200 | Calendario 1200 | Calendario 1200 | Calendario 1200 | Calendario 1200 | Calendario 1200 | Calendario 1200 | Calendario 1200 | Calendario 1200 | Calendario 1200 | Calendario 1200 | Calendario 1200 | Calendario 1200 | Calendario 1200 | Calendario 1200 | Calendario 1200 | Calendario 1200 | Calendario 1200 | Calendario 1200 | Calendario 1200 | Calendario 1200 | Calendario 1200 | Calendario 1200 | Calendario 1200 | Calendario 1200 | Calendario 1200 | Calendario 1200 | Calendario 1200 | Calendario 1200 |
| --------------- | --------------- | --------------- | --------------- | --------------- | --------------- | --------------- | --------------- | --------------- | --------------- | --------------- | --------------- | --------------- | --------------- | --------------- | --------------- | --------------- | --------------- | --------------- | --------------- | --------------- | --------------- | --------------- | --------------- | --------------- | --------------- | --------------- | --------------- | --------------- | --------------- | --------------- | --------------- | --------------- |
|                 | 1               | 2               | 3               | 4               | 5               | 6               | 7               | 8               | 9               | 10              | 11              | 12              | 13              | 14              | 15              | 16              | 17              | 18              | 19              | 20              | 21              | 22              | 23              | 24              | 25              | 26              | 27              | 28              | 29              | 30              | 31              |                 |
| Gennaio         | Sa              | Do              | Lu              | Ma              | Me              | Gi              | Ve              | Sa              | Do              | Lu              | Ma              | Me              | Gi              | Ve              | Sa              | Do              | Lu              | Ma              | Me              | Gi              | Ve              | Sa              | Do              | Lu              | Ma              | Me              | Gi              | Ve              | Sa              | Do              | Lu              |                 |
| Febbraio        | Ma              | Me              | Gi              | Ve              | Sa              | Do              | Lu              | Ma              | Me              | Gi              | Ve              | Sa              | Do              | Lu              | Ma              | Me              | Gi              | Ve              | Sa              | Do              | Lu              | Ma              | Me              | Gi              | Ve              | Sa              | Do              | Lu              | Ma              |                 |                 |                 |
| Marzo           | Me              | Gi              | Ve              | Sa              | Do              | Lu              | Ma              | Me              | Gi              | Ve              | Sa              | Do              | Lu              | Ma              | Me              | Gi              | Ve              | Sa              | Do              | Lu              | Ma              | Me              | Gi              | Ve              | Sa              | Do              | Lu              | Ma              | Me              | Gi              | Ve              |                 |
| Aprile          | Sa              | Do              | Lu              | Ma              | Me              | Gi              | Ve              | Sa              | Do              | Lu              | Ma              | Me              | Gi              | Ve              | Sa              | Do              | Lu              | Ma              | Me              | Gi              | Ve              | Sa              | Do              | Lu              | Ma              | Me              | Gi              | Ve              | Sa              | Do              |                 |                 |
| Maggio          | Lu              | Ma              | Me              | Gi              | Ve              | Sa              | Do              | Lu              | Ma              | Me              | Gi              | Ve              | Sa              | Do              | Lu              | Ma              | Me              | Gi              | Ve              | Sa              | Do              | Lu              | Ma              | Me              | Gi              | Ve              | Sa              | Do              | Lu              | Ma              | Me              |                 |
| Giugno          | Gi              | Ve              | Sa              | Do              | Lu              | Ma              | Me              | Gi              | Ve              | Sa              | Do              | Lu              | Ma              | Me              | Gi              | Ve              | Sa              | Do              | Lu              | Ma              | Me              | Gi              | Ve              | Sa              | Do              | Lu              | Ma              | Me              | Gi              | Ve              |                 |                 |
| Luglio          | Sa              | Do              | Lu              | Ma              | Me              | Gi              | Ve              | Sa              | Do              | Lu              | Ma              | Me              | Gi              | Ve              | Sa              | Do              | Lu              | Ma              | Me              | Gi              | Ve              | Sa              | Do              | Lu              | Ma              | Me              | Gi              | Ve              | Sa              | Do              | Lu              |                 |
| Agosto          | Ma              | Me              | Gi              | Ve              | Sa              | Do              | Lu              | Ma              | Me              | Gi              | Ve              | Sa              | Do              | Lu              | Ma              | Me              | Gi              | Ve              | Sa              | Do              | Lu              | Ma              | Me              | Gi              | Ve              | Sa              | Do              | Lu              | Ma              | Me              | Gi              |                 |
| Settembre       | Ve              | Sa              | Do              | Lu              | Ma              | Me              | Gi              | Ve              | Sa              | Do              | Lu              | Ma              | Me              | Gi              | Ve              | Sa              | Do              | Lu              | Ma              | Me              | Gi              | Ve              | Sa              | Do              | Lu              | Ma              | Me              | Gi              | Ve              | Sa              |                 |                 |
| Ottobre         | Do              | Lu              | Ma              | Me              | Gi              | Ve              | Sa              | Do              | Lu              | Ma              | Me              | Gi              | Ve              | Sa              | Do              | Lu              | Ma              | Me              | Gi              | Ve              | Sa              | Do              | Lu              | Ma              | Me              | Gi              | Ve              | Sa              | Do              | Lu              | Ma              |                 |
| Novembre        | Me              | Gi              | Ve              | Sa              | Do              | Lu              | Ma              | Me              | Gi              | Ve              | Sa              | Do              | Lu              | Ma              | Me              | Gi              | Ve              | Sa              | Do              | Lu              | Ma              | Me              | Gi              | Ve              | Sa              | Do              | Lu              | Ma              | Me              | Gi              |                 |                 |
| Dicembre        | Ve              | Sa              | Do              | Lu              | Ma              | Me              | Gi              | Ve              | Sa              | Do              | Lu              | Ma              | Me              | Gi              | Ve              | Sa              | Do              | Lu              | Ma              | Me              | Gi              | Ve              | Sa              | Do              | Lu              | Ma              | Me              | Gi              | Ve              | Sa              | Do              |                 |